# Yesung
Yesung (예성?, 藝聲?, YeseongLR, YesŏngMR), pseudonimo di Kim Jong-woon (김종운?, 金鐘雲?, Gim Jong-unLR, Kim ChongunMR; Seul, 24 agosto 1984), è un cantante, attore e ballerino sudcoreano.
È stato inoltre per una volta presentatore radiofonico di un suo personale programma, intitolato M.I.R.A.C.L.E for You, le cui trasmissioni si sono concluse a settembre del 2007. Il suo nome d'arte, Yesung, viene tradotto come "voce artistica", derivante dalla frase coreana 예술가의 성대 (corde vocali di un artista).

## Carriera

### Super Junior

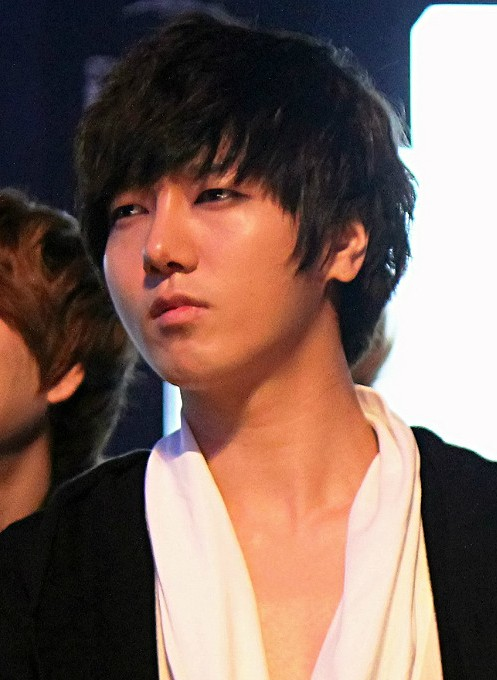
Yesung nel 2011 agli Mnet Asian Music Awards

Nato a Cheonan, Yesung ha un fratello minore che si chiama Kim Jong-jin. Già in giovane età mostrò un interesse nel canto, e nel 1999 riuscì ad iscriversi ad una competizione canora intitolata Chun-an Singing Competition, nella quale vinse il primo premio. Nel 2001 sua madre lo iscrisse ad un provino per lo Starlight Casting System della SM Entertainment, un'audizione per selezionare artisti che avrebbero poi firmato un contratto con la casa discografica. Subito Yesung fu scelto per firmare il contratto, e nel tardo 2004 fu reclutato nella boy band allargata Super Junior.
Il 6 novembre 2005 Yesung ha ufficialmente debuttato come membro dei Super Junior 05, la prima generazione dei Super Junior, nel programma musicale del canale televisivo SBS Popular Songs. Con un pubblico di circa 500 persone, il gruppo si esibì allora nel primo singolo TWINS (Knock Out), che avrebbe preceduto un album studio pubblicato il mese successivo. L'album, intitolato SuperJunior05 (TWINS), ha debuttato in terza posizione nella classifica degli album K-pop MIAK.
A marzo del 2006, la SM Entertainment iniziò a reclutare nuovi membri per la generazione successiva dei Super Junior, tuttavia la compagnia manageriale infine decise di mantenere tutti i membri originari ed aggiungerne un tredicesimo, Kyuhyun. Il gruppo abbandonò quindi il suffisso 05, e pubblicò il primo CD singolo intitolato U. Esso sarebbe rimasto il singolo più venduto dei Super Junior in classifica, fino alla pubblicazione a marzo del 2008 di Sorry, Sorry.
Durante la sua carriera con la boy band, Yesung fu anche scelto per far parte di due sottogruppi minori, il primo chiamato Super Junior-K.R.Y a novembre del 2006 (specializzato in ballad R&B), ed il secondo chiamato Super Junior-Happy due anni più tardi. Con i diversi gruppi, il cantante ha subito qualche incidente ed infortunio. Il 10 maggio 2008 fu mandato in ospedale, dopo essere collassato per aver corso 70km per una maratona di beneficenza. L'8 agosto dello stesso anno, durante le prove per un'esibizione nel programma musicale Music Bank della KBS, si infortunò per essere caduto dal palco alto 1,50m.
사랑참아프다 (Love Really Hurts, L'amore fa davvero male), è stata inclusa nella colonna sonora del drama di successo Tazza, trasmesso a partire dal 16 novembre 2008. Il brano è stato da lui interpretato diverse volte anche dal vivo, inclusa una durante la festa del terzo anniversario dei Super Junior. Il 6 novembre 2009 ha rimpiazzato un membro di un'altra boy band, Jonghyun degli Shinee, nella performance dal vivo della canzone Ring Ding Dong, poiché il cantante Jonghyun aveva contratto l'influenza suina.
Il 6 maggio 2013 entra nel servizio militare, obbligatorio nella legge coreana, per poi tornare il 4 maggio 2015.
Il 19 aprile 2016 rilascia Here I Am, il suo primo album da solista.
Il 18 aprile 2017, a quasi un anno di distanza dal primo, rilascia un secondo album, Spring Falling.
Il 18 giugno 2019 rilascia il suo terzo album, Pink Magic.

### Conduzione
Dal settembre del 2006 al settembre del 2007, Yesung ha condotto in radio un proprio programma, intitolato M.I.R.A.C.L.E for You, nel quale sono stati spesso ospiti altri membri dei Super Junior. Il programma è stato chiuso poco prima del primo anniversario, poiché Yesung era impegnato con le registrazioni del secondo album della band, Don't Don.

### Recitazione
La carriera come attore di Yesung ha avuto inizio nell'estate del 2007, con la presentazione nelle sale coreane della commedia scolastica Attack on the Pin-Up Boys, al quale hanno partecipato tutti i membri dei Super Junior. Il ruolo di Yesung è quello della rockstar della scuola, che viene attaccato da una forza misteriosa. Nel 2009 è stato scelto per partecipare al musical South Korean Mountain Fortres nel ruolo di Jung Myung-soo, spettacolo messo in scena dal 9 ottobre al 4 novembre dello stesso anno.

### Discografia
- Love Really Hurts (2008) - singolo
- Here I Am (2016)
- Spring Falling (2017)
- Pink Magic (2019)

## Filmografia

### Drama televisivi
- Awl (송곳) - serie TV (2015)
- Voice (보이스) - serie TV (2017)

### Film
- Kkonminam yeonswae tereosageon (꽃미남 연쇄 테러사건), regia di Lee Kwon (2007)
- Super Show 3 3D - (2010)
- I AM. (아이엠), regia Choi Jin Sung (2012)
- Super Show 4 -  (2013)
- SMTown: The Stage - (2015)
- My Korean Teacher (いきなり先生になったボクが彼女に恋をした), regia Yûzô Asahara (2016)
- La ragazza sul bulldozer (불도저에 탄 소녀), regia di Park Ri Woong (2021)
- Super Junior: The Last Man Standing (슈퍼주니어: 더 라스트 맨 스탠딩) - (2023)

### Speciali
- Voice Special (보이스) - (2017)
- K CULTURE FESTIVAL Online Fan Meeting (K CULTURE FESTIVAL 온라인 팬미팅) - (2020)
- 2020 ASEAN Hallyu Expo (2020 아세안 한류박람회) - trasmissione online (2020)
- 2020 Korean Culture Festival K-Culture Festival IN Andong 'K-Performance City' (2020 한국문화축제 K-Culture Festival IN 안동 'K-Performance City') - trasmissione televisiva (2020) (29.11.20/30.11.20)

### Programmi Televisivi
- Music Station (ミュージックステーション) - programma televisivo (2005)
- Mystery 6 (미스터리 추적6) - programma televisivo (2006)
- Super Adonis Camp (미소년 합숙 대소동) - programma televisivo, episodio 8 (2006)
- Super Junior Mini-Drama (대결! 슈퍼주니어의 자작극) - programma televisivo (2006)
- Explorers of the Human Body (인체탐험대) - programma televisivo, episodi 1-5, 7-13 (2007-2008)
- Taxi (현장 토크쇼 택시) - programma televisivo, episodio 28 (2008)
- Star King (스타킹) - programma televisivo, episodi 38, 47, 52, 72, 78, 109-110, 114, 116-119, 133, 145, 165, 167, 168, 184, 200-201, 217 (2008, 2009, 2011)
- Idol Show 1 (아이돌 군단의 떴다! 그녀) - programma televisivo (2008)
- We Got Married 1 (우리 결혼했어요) - reality show, episodi 45, 50 (2009)
- Girls' Generation Goes to School (소녀 학교에 가다) - programma televisivo, episodi 2, 6, 8 (2009)
- Love Chaser -  (2010)
- The Muzit - (2010)
- Let's Go! Dream Team Season 2 (출발 드림팀 - 시즌 2) - programma televisivo, episodi 33, 98 (2010, 2011)
- Infinite Challenge (무한도전) - programma televisivo, episodio 210 (2010)
- You Hee-Yeol's Sketchbook (유희열의 스케치북) - programma televisivo, episodi 58, 67, 99, 115, 361 (2010, 2011, 2017)
- Super Junior's Foresight (슈퍼주니어의 선견지명) - programma televisivo (2010)
- Immortal Songs: Singing the Legend (불후의 명곡 - 전설을 노래하다) - programma televisivo, episodi 1-3 (2011)
- Happy Together 3 (해피투게더) - programma televisivo, episodio 200 (2011)
- Strong Heart - programma televisivo, episodi 92, 153-154 (2011, 2012)
- Sistar & LeeTeuk's Hello Baby - programma televisivo, episodio 5 (2011)
- Saturday Night Live Korea 2 (새터데이 나이트 라이브 코리아 2) - programma televisivo, episodio 8 (2012)
- Go Show (고쇼) - programma televisivo, episodio 31 (2012)
- Radio Star (황금어장 라디오스타) - programma televisivo, episodi 436, 528 (2015, 2018)
- Ch. Girl's Generation (채널 소녀시대) - programma televisivo, episodi 1-2 (2015)
- M Countdown (엠카운트다운) - programma televisivo, episodi 435, 439, 453 (2015)
- Love Music - programma televisivo (2015)
- Hello Counselor 1 (안녕하세요 시즌1) - programma televisivo, episodi 258, 349 (2016, 2018)
- Bongmyeon ga-wang (미스터리 음악쇼 복면가왕) - programma televisivo, episodi 55-56 (2016)
- Sister's Slam Dunk 1 (언니들의 슬램덩크) - programma televisivo, episodio 8 (2016)
- Duet Song Festival (듀엣가요제) - programma televisivo, episodio 9 (2016)
- After Mom Goes to Sleep (엄마가 잠든 후에) - programma televisivo, episodio 54 (2017)
- I Can See Your Voice 4 (너의 목소리가 보여4) - programma televisivo, episodio 8 (2017)
- SJ Returns (슈주 리턴즈) - programma televisivo, episodi 1-60 (2017)
- Saturday Night Live Korea 9 (새터데이 나이트 라이브 코리아 9) - programma televisivo, episodio 32 (2017)
- Knowing Bros (아는 형님) - programma televisivo, episodi 100, 200, 259, 363-364 (2017, 2019, 2020, 2022)
- Galaxy (2018)
- Super Junior's Super TV 1 (슈퍼TV) - programma televisivo (2018)
- Space 2018 (우주를 줄게) - programma televisivo (2018)
- Super Junior's Super TV 2 (슈퍼TV) - programma televisivo (2018)
- Under Nineteen (언더나인틴) - programma televisivo (2018)
- RUN.wav (런웨이브) - programma televisivo, episodi 8, 19 (2019)
- SJ Returns 3 (슈주 리턴즈3) - programma televisivo (2019)
- My Little Old Boy (미운 우리 새끼) - programma televisivo, episodio 160 (2019)
- Idol Room (아이돌룸) - programma televisivo, episodio 72 (2019)
- Hidden Track (히든트랙) - programma televisivo, episodio 3 (2019)
- Same Age Trainer (내 쌤은 동년배) - programma televisivo, episodio 1 (2019)
- I Can See Your Voice 7 (너의 목소리가 보여7) - programma televisivo, episodio 3 (2020)
- Hidden Track 2 (히든트랙) - programma televisivo, episodio 8 (2020)
- SJ Returns 4 (슈주 리턴즈 4) - programma televisivo (2020-2021)
- Idol Variety Corps Camp (아이돌 예병대 캠프) - programma televisivo, episodi 21-24 (2020)
- Amazing Saturday (놀라운 토요일) - programma televisivo, episodio 112 (2020)
- Weekly Idol (주간 아이돌) - programma televisivo, episodi 464, 489-490 (2020)
- IDOL VS. IDOL (SUPERJUNIORのアイドルVSアイドル) programma televisivo (2020)
- Choi Shi Won's Fortune Cookie (최시원의 포춘쿠키) - programma televisivo, episodi 23, 28 (2020)
- Dong Dong Shin Ki (동동신기) - programma televisivo, episodio 13 (2020)
- SJ News - programma web (2020)
- War of Famous Paintings (명화들의 전쟁) - programma web (2020)
- Season B Season (시즌비시즌) - programma televisivo, episodi 28-29 (2021)
- Point of Omniscient Interfere (전지적 참견 시점) - programma televisivo, episodi 144-145 (2021)
- Super Junior House Party Comeback Show (슈퍼주니어 컴백쇼) - programma televisivo (2021)
- I Can See Your Voice 8 (너의 목소리가 보여8) - programma televisivo, episodio 8 (2021)
- SJ Global (SJ 글로벌) - programma televisivo (2021)
- TMI News Season 2 (TMI 뉴스 2) - programma televisivo, episodio 65 (9) (2021)
- D&E Show (댸니쇼) - programma televisivo, episodio 9 (2021)
- We Became a Family (우리 식구됐어요) - programma televisivo (2021)
- Story of the Day When You Bite Your Tail 3 (꼬리에 꼬리를 무는 그날 이야기) - programma televisivo, episodio 23 (2022)
- DNA Singers (판타스틱 패밀리-DNA 싱어) - programma televisivo, episodio 5 (2022)
- Battle Again: The Battle of Famous Singers (배틀어게인-유명가수전) - programma televisivo, episodio 12 (2022)
- Busking Day Eating Out (외식하는 날 버스킹) - programma televisivo, episodio 4 (2022)
- Naked World History 3 (벌거벗은 세계사 시즌 3) - programma televisivo, episodio 41 (2022)
- NCT Universe - programma televisivo, episodio 6 (2022)
- Lee Mu Jin Service (리무진 서비스) - programma televisivo, episodio 51 (2023)

### Teatro
- South Korean Mountain Fortress (2009) - nel ruolo di Jung Myung-soo
- Hong Gildong (2010) - nel ruolo di Hong Gildong
- Spamalot (2010) - nel ruolo di Sir Robin
- Maybe, Happy Ending (2017) - nel ruolo di Oliver
- Altar Boyz (2018-2019)- nel ruolo di Matthew

## Programmi radiofonici
- M.I.R.A.C.L.E. for You (2006-2007)
- Super Junior's Kiss The Radio (2011)